# 中本伸一
中本 伸一（なかもと しんいち、1958年1月17日 - ）は、日本のゲームクリエイター。北海道出身。北海道大学工学部中退。

## 略歴
北海道札幌月寒高等学校から北海道大学に進学し、北大時代は青木由直教授に師事する。大学在学中からハドソンでアルバイトを始め、ゲーム開発に携わった。このため資料によってはアルバイトを始めた1978年4月を入社時期としているものもある。
1980年に大学を中退してハドソンに正式に入社。卒業まで残り半年というタイミングだったことから、ハドソンの創業者である工藤裕司らからは「大学を卒業してから入社しても遅くない」と中退を思いとどまるよう説得されたものの、その説得に応じず半ば無理やりハドソンに入社してしまったというエピソードが残っている。ちなみに当時の担当教官である青木教授は後に中本のことについて、「研究室にはほとんど顔を出さず単位不足で学部退学」と語っており、大学に残ったとしても留年がほぼ確実だった。
1986年には同社取締役、1999年には代表取締役副社長に就任した。日本初のパソコンのゲームソフトの販売を行ったハドソンのソフト制作責任者として、数多くのソフト制作を手がけている。2006年に退社、同僚と一緒に機械モジュールの製造・販売を行うサイレントシステムを設立し、現在の役職はエクゼクティブエンジニア。2008年にはスカイマークの社外監査役に就任したが、2015年に同社が経営破綻したことに伴い同年9月で退任している。
シリーズ第一作の開発を手掛けたことからボンバーマンの生みの親とされており、PCエンジンのシリーズ作品の一部（『ボンバーマン』『'93』『'94』）では「ベーシック・ゲーム・デザイナー」ないし「オリジナル・ゲーム・デザイン」とクレジットされている。また『ボンバーマン』及び『プーヤン』（いずれもファミコン版）では隠れキャラクターとなっており、特に『ボンバーマン』では「登場させると一千万点」という破格の得点を得られる。

## 主な作品
- PC向け
  - デゼニランド（1983年）
  - デゼニワールド（1986年）

- ファミリーコンピュータ
  - ロードランナー（1984年7月20日）
  - チャンピオンシップロードランナー（1985年4月17日）
  - スターフォース（1985年6月20日）[10]
  - ボンバーマン（1985年12月20日[11]）
  - ドラえもん（1986年12月13日[12]）

- PCエンジン
  - カトちゃんケンちゃん（1987年11月30日）
  - No・Ri・Ko（1988年12月4日）
  - コブラ 黒竜王の伝説（1989年3月30日）
  - 凄ノ王伝説（1989年4月27日）
  - 天外魔境 ZIRIA（1989年6月30日）
  - イースIII（1991年3月22日）
  - コブラⅡ 伝説の男（1991年6月7日）
  - 聖竜伝説モンビット（1991年8月30日）
  - 天外魔境II 卍MARU（1992年3月26日）
  - スターパロジャー（1992年4月24日）
  - 天外魔境 風雲カブキ伝（1993年7月10日）
  - イースIV The Dawn of Ys（1993年12月22日）

- ゲームボーイ
  - スーパービーダマン ファイティングフェニックス（エグゼクティブプロデューサー）（1997年7月11日）
  - ポケモンカードGB（プロデューサー）（1998年12月18日）

- スーパーファミコン
  - 天外魔境ZERO（1995年12月22日）
  - ボンバーマンビーダマン（エグゼクティブ・プロデューサー）（1996年12月20日）
  - 爆球連発!!スーパービーダマン（プロデューサー）（1997年12月19日）

- PC-FX
  - TEAM INNOCENT -The Point of No Return-（1994年12月23日）

- PlayStation
  - ネクタリス（エグゼクティブプロデューサー）（1998年12月10日）
  - 桃太郎伝説（プロデューサー）（1998年12月23日）
  - ウェルトオブ・イストリア （エグゼクティブプロデューサー）（1999年2月25日）

- NINTENDO 64
  - 爆ボンバーマン（プロデューサー）（1997年9月26日）
  - スターソルジャー バニシングアース（スーパーバイザー）（1998年7月10日）
  - スーパービーダマン バトルフェニックス64（プロデューサー）（1998年7月24日）
  - マリオパーティ（プロデューサー）（1998年12月18日）
  - 爆ボンバーマン2（プロデューサー）（1999年12月3日）
  - マリオパーティ2（プロデューサー）（1999年12月17日）
  - マリオパーティ3（プロデューサー）（2000年12月7日）

- ゲームキューブ
  - マリオパーティ4（プロデューサー）（2002年11月8日）